# Umbilicaria microphylla
Umbilicaria microphylla är en lavart som först beskrevs av Laurer, och fick sitt nu gällande namn av A. Massal. Umbilicaria microphylla ingår i släktet Umbilicaria och familjen Umbilicariaceae.   Inga underarter finns listade i Catalogue of Life.